# Molophilus wellsae
Molophilus wellsae är en tvåvingeart som beskrevs av Günther Theischinger 1999. Molophilus wellsae ingår i släktet Molophilus och familjen småharkrankar. Inga underarter finns listade i Catalogue of Life.